# 塚本昌彦
塚本 昌彦（つかもと まさひこ、1964年8月25日 - ）は、日本の情報工学者。神戸大学教授。博士（工学）（京都大学、1994年）。

## 略歴
- 大阪府出身[1]
- 1983年3月　大阪教育大学附属高等学校池田校舎卒業
- 1987年3月　京都大学工学部数理工学科卒業
- 1989年3月　京都大学大学院工学研究科応用システム科学専攻修士課程修了
- 1989年4月　シャープ株式会社入社、研究開発に従事
- 1994年11月　京都大学 工学博士。論文は「ドット記法とIS-A関係を用いた知識表現と推論方式に関する研究」
- 1995年3月　大阪大学工学部情報システム工学科講師
- 1996年10月　大阪大学工学部情報システム工学科助教授
- 2002年4月　大阪大学大学院情報科学研究科助教授
- 2004年10月　神戸大学工学部電気電子工学科教授
- 2007年4月　神戸大学大学院工学研究科教授（電気電子工学専攻）

## 活動
コンピュータを服のように着用する「ウェアラブルコンピューティング」の推進に尽力し、自身も常時コンピュータとヘッドマウントディスプレイ (HMD) を着用している。メディアへの出演頻度が高く、「ウェアラブルの伝道師」の肩書きを愛用している。
松田卓也主宰のシンギュラリティサロンの主メンバー。
シンギュラリティサロンは、シンギュラリティに対する専門家、 一般市民の意識改革を促すべく、グランフロント大阪・ナレッジサロンを 会場に2015年より講演や勉強会を重ねてきた。